# 360 км
360 км (рос. 360 км) — селище у складі Новокузнецького району Кемеровської області, Росія. Входить до складу Загорського сільського поселення.

## Населення
Населення — 58 осіб (2010; 48 у 2002).
Національний склад (станом на 2002 рік):
- росіяни — 94 %